# المرأة والزراعة في إفريقيا جنوب الصحاري الكبرى

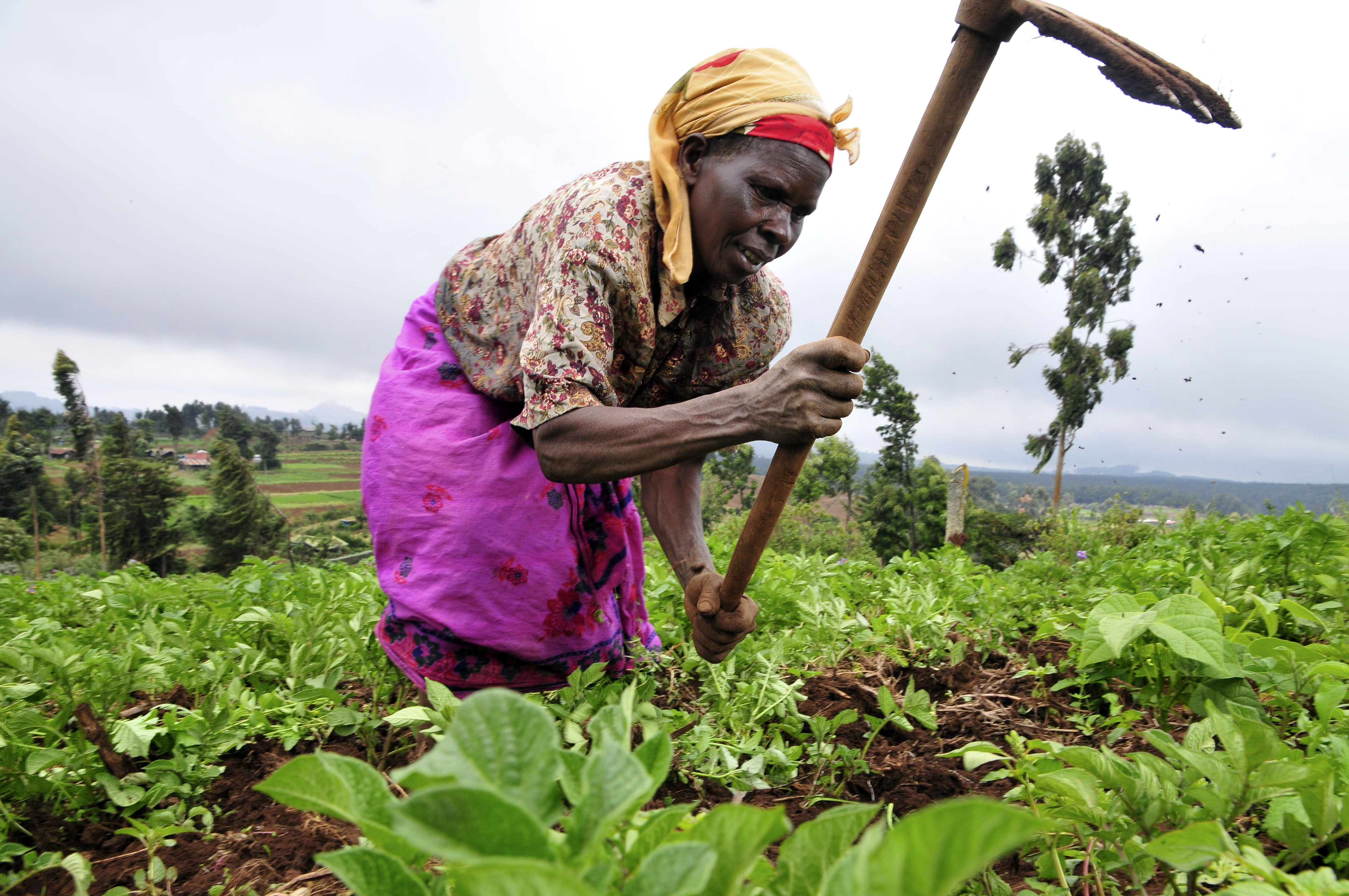
سيدة كينية تعمل في الحقل.

المرأة والزراعة في أفريقيا جنوب الصحراء الكبرى تشير إلى النظام الزراعي في أفريقيا وجنوب الصحراء الذي يغلب عليه نظام الزراعة صغيرة النطاق، حيث تقوم النساء بأكثر من 50% من النشاط الزراعي، وينتجن ما بين 60 و70 في المائة من الأغذية في هذه المنطقة.وفي حين أن النساء يوفرن أغلبية العمل في الإنتاج الزراعي، فإن وصولهن إلى الموارد الإنتاجية وتحكمهن فيها مقيدان الي حد كبير بسبب أوجه عدم المساواة الناجمة عن القواعد الأبوية.